# Detten (Adelsgeschlecht)

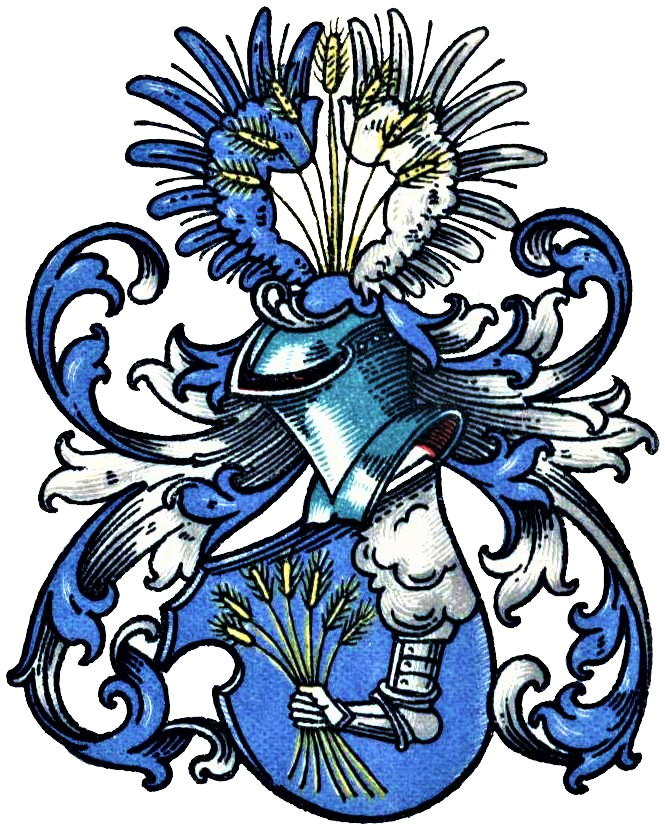
Wappen derer von Detten im Wappenbuch des Westfälischen Adels

Detten ist der Name eines münsterländischen Adelsgeschlechts. 

## Geschichte
Das Geschlecht erscheint erstmals mit Berndt von Detten († 1534), mit dem auch die Stammreihe beginnt. Ein agnatischer Zusammenhang mit den um 1400 erloschenen Herren von Detten anderen Wappens auf Schapdetten bei Münster ist nicht nachweisbar. 
Die Familie wurde am 26. April 1803 unter Verleihung des bisher geführten Wappens in den Rittermäßigen Adelsstand erhoben.

## Wappen
Das Wappen zeigt in Blau einen aus einer weißen Wolke am linken Rand hervorwachsenden geharnischten Arm, der sieben goldene Weizenähren hält. Auf dem Helm mit blau-silbernen Decken die sieben Weizenähren zwischen offenem, rechts silbernen, links blauen Flug.

## Personen
- Arnoldus Detten (1707–1774), deutscher Priester, Abt von Marienfeld
- Erik von Detten (* 1982), US-amerikanischer Schauspieler
- Georg von Detten (Jurist) (1837–1919), deutscher Politiker und Jurist
- Georg von Detten (SA-Mitglied) (1887–1934), deutscher Offizier und SA-Führer
- Gustav von Detten (1880–1975), deutscher Generalmajor
- Hermann von Detten (1879–1954), deutscher Gutsbesitzer und Staatsbeamter
- Max von Detten (1877–1945), deutscher Weingutsbesitzer und Politiker (Wirtschaftspartei, NSDAP), MdL Preußen
- Richard von Detten (1838–1906), deutscher Bergbeamter